# Precinct de Pinckneyville No. 6
Le precinct de Pinckneyville n° 6 est un precinct électoral du comté de Perry dans l'Illinois, aux États-Unis. En 2010, ce precinct comptait une population de 610 habitants.